# 아노 렌시
아노 렌시/카도코(일본어: 阿野 廉子 あの れんし/かどこ[*])는 가마쿠라 시대 후기부터 난보쿠초 시대에 걸쳐 살은 뇨보이자 후궁이자 여원이다. 고다이고 천황의 측실이자 종희로, 쇼시 내친왕 (일본 최후의 이세 신궁 재궁), 황태자 츠네요시 친왕, 노리요시 친왕 (고무라카미 천황) 등의 어머니이다. 종3위에 서위되었기 때문에, 산미노나이시 (三位内侍) 또는 원호 선하를 받았기 때문에 신타이켄몬인 (新待賢門院)이라 불렸다.

## 같이 보기
- 신센요몬인 - 고다이고와 렌시와의 사이에서 태어난 막내딸이라는 설이 있다. 렌시의 명복을 빌기 위해, 칸신지에 기진을 하였다.